# マーカム川
マーカム川 (マーカムがわ、Markham River) はニューギニア島及びパプアニューギニア東部にある川である。フィニステール山地を水源とし、概ね南東方向へ約180km流れてラエの南方にてソロモン海・フォン湾に注ぐ。
1873年にジョン・モーズビー船長が、王立地理学会の長官であったクレメンツ・マーカム卿に敬意を表して名づけた。